# Gian Filippo d'Orléans
Gian Filippo, bâtard d'Orléans (Chilly-Mazarin, 28 agosto 1702 – Parigi, 16 giugno 1748), chiamato le chevalier d'Orléans o le Grand Prieur d'Orléans, era un figlio illegittimo di Filippo d'Orléans, nipote e genero di Luigi XIV.

## Biografia
Nato a Chilly-Mazarin, un sobborgo a sud di Parigi, era il figlio illegittimo di Filippo d'Orléans (futuro Reggente di Francia, 1715–1723, per conto di Luigi XV) e della sua amante Marie Louise Madeleine Victoire Le Bel de La Boissière de Séry (1684–1748), nota come la contessa d'Argenton o madame d'Argenton.
Sua madre, nota come Mademoiselle de Séry era dama di compagnia della Duchessa vedova d'Orléans; ella cominciò una relazione con Filippo d'Orléans, figlio della Duchessa. Ciò fece infuriare Luigi XIV, che affermò che mantenere quelle attrici fosse già abbastanza grave, in particolar modo quando partorivano dei figli maschi, cosa che la Duchessa d'Orléans non faceva. Così, nell'ostentare la Séry, Filippo era insultato non solo da sua moglie ma anche dal re, padre di Madame d'Orléans. Tuttavia, per la prima volta nella sua vita, Filippo era seriamente innamorato. Entro breve tempo dal loro primo incontro, Marie Louise era incinta si sistemò in una bella casa vicino al Palais-Royal.
Dopo diversi anni il Duca fu costretto a rinunciare a lei poiché, il re asseriva che ella stava mettendo in pericolo le prospettive della figlia del Duca di sposare il Duca di Berry (1713), un nipote di Luigi XIV.
Suo padre lo aveva legittimato nel 1706 con il permesso di suo suocero l'allora regnante Luigi XIV. La sua legittimazione fu registrata con lettere patenti a Versailles firmata nel luglio 1706; queste furono poi registrate alla Chambre des comptes il 18 luglio e al Parlement de Paris il 27 settembre dello stesso anno.
Fu allevato nel Collegio dei Gesuiti a Parigi. Sotto la direzione del Maréchal de Tessé, Gian Filippo fu nominato Général des galères (una specie di comandante di navi) nel giugno 1716. Alla morte di Luigi XIV nel settembre 1715, suo padre Filippo d'Orléans fu nominato membro del consiglio di Reggenza e il duc du Maine fu nominato Reggente di Francia. Filippo d'Orléans invece fece invalidare il testamento sovrano e divento egli stesso il Reggente. La reggenza di Filippo d'Orléans durò dal 1715 fino alla maggiore età di Luigi XV nel 1723.
Questo potere, permise a suo padre di crearlo général des galères il 27 agosto 1716. Gian Filippo rimase generale fino alla sua morte nel 1748, quando la carica fu abbandonata.
Fu in seguito creato gran maestro o gran priore dei Cavalieri dell'Ordine di Malta in Francia che era stato precedentemente occupata dallo Chevalier de Vendôme che si era dimesso. Vendôme era un nipote di Cesare di Borbone, figlio illegittimo di Enrico IV. La registrazione di questa posizione avvenne con il permesso di Papa Clemente XI il 26 settembre 1719. Commissionò all'artista Jean-Marc Nattier di decorare il Palais du Temple, la residenza parigina del Grand Prieur.
L'8 gennaio 1721, Gian Filippo divenne abate commendatario dell'Abbazia di Saint-Pierre d'Hautvillers nella Marne, quattro mesi dopo la morte del precedente abate, Monseigneur de Noailles. Jean Philippe divenne ufficialmente abate il 13 febbraio 1722. Secondo i contemporanei, apprezzava molto la religione, poiché suo padre non era per niente devoto.
Durante la Reggenza, Gian Filippo ebbe una serie di missioni diplomatiche per conto di suo cugino Luigi XV;
- Accompagnò la piccola Mademoiselle de Beaujolais (sua sorellastra legittima) in Spagna quando venne fidanzata all'Infante Carlos di Spagna nel 1726. Per questo fu creato Grande di Spagna da Filippo V nonostante che il matrimonio tra Beaujolais e Carlos non si materializzò;
- Per conto di Luigi XV stesso, Gian Filippo andò da Parigi a Cannes, nel sud della Francia, per salutare l'appena creato Duca di Parma; Il duca era il già citato Infante Carlos che diventò successivamente re di Napoli e di Sicilia e poi il re di Spagna

Gian Filippo ebbe una figlia naturale; chiamata Amable Angélique de Villars, nata nel 1723, fu l'unica figlia di Gian Filippo. La madre di Amable Angélique era Amable Gabrielle de Noailles (18 febbraio 1706 - 16 settembre 1742) figlia di Adrien Maurice de Noailles e Françoise Charlotte d'Aubigné, nipote di Madame de Maintenon. Amable Angélique, aveva sposato il 5 agosto 1721 il rinomato omosessuale Honoré-Armand de Villares, 2e duc de Villars (4 dicembre 1702 - maggio 1770), da cui non ebbe figli. Amable Angélique prese ovviamente il nome di de Villars.
Fu ferito nel 1744 sul Reno e comandò galee nel Mar Mediterraneo nel 1746. Morì nel 1748 a Parigi; era perseguito da debiti per un importo di quasi 1 milione di livres.

## Ascendenza
|                                           |                  |                                    | Genitori                                  |  |  | Nonni |  |  | Bisnonni                |  |  | Trisnonni              |  |
|                                           |                  |                                    |                                           |  |  |       |  |  | 8. Louis XIII de France |  |  | 16. Henri IV de France |  |
|                                           |                  |                                    |                                           |  |  |       |  |  | 8. Louis XIII de France |  |  | 16. Henri IV de France |  |
|                                           |                  | 17. Maria de' Medici               |                                           |  |  |       |  |  | 8. Louis XIII de France |  |  |                        |  |
| 4. Philippe I d'Orléans                   |                  |                                    |                                           |  |  |       |  |  | 8. Louis XIII de France |  |  |                        |  |
|                                           |                  | 9. Ana de Austria                  | 18. Felipe III de España                  |  |  |       |  |  |                         |  |  |                        |  |
|                                           |                  | 9. Ana de Austria                  | 18. Felipe III de España                  |  |  |       |  |  |                         |  |  |                        |  |
|                                           |                  | 9. Ana de Austria                  | 19. Margarete von Österreich              |  |  |       |  |  |                         |  |  |                        |  |
| 2. Philippe II d'Orléans                  |                  | 9. Ana de Austria                  |                                           |  |  |       |  |  |                         |  |  |                        |  |
|                                           |                  | 10. Karl I Ludwig von der Pfalz    | 20. Friedrich V von der Pfalz             |  |  |       |  |  |                         |  |  |                        |  |
|                                           |                  | 10. Karl I Ludwig von der Pfalz    | 20. Friedrich V von der Pfalz             |  |  |       |  |  |                         |  |  |                        |  |
|                                           |                  | 10. Karl I Ludwig von der Pfalz    | 21. Elizabeth Stuart                      |  |  |       |  |  |                         |  |  |                        |  |
| 5. Elisabeth Charlotte von der Pfalz      |                  | 10. Karl I Ludwig von der Pfalz    |                                           |  |  |       |  |  |                         |  |  |                        |  |
|                                           |                  | 11. Charlotte von Hessen-Kassel    | 22. Wilhelm V von Hessen-Kassel           |  |  |       |  |  |                         |  |  |                        |  |
|                                           |                  | 11. Charlotte von Hessen-Kassel    | 22. Wilhelm V von Hessen-Kassel           |  |  |       |  |  |                         |  |  |                        |  |
|                                           |                  | 11. Charlotte von Hessen-Kassel    | 23. Amalie Elisabeth von Hanau-Münzenberg |  |  |       |  |  |                         |  |  |                        |  |
| 1. Jean Philippe d'Orléans                |                  | 11. Charlotte von Hessen-Kassel    |                                           |  |  |       |  |  |                         |  |  |                        |  |
|                                           | 12. Louis Le Bel | 24. Philippe Le Bel                |                                           |  |  |       |  |  |                         |  |  |                        |  |
|                                           | 12. Louis Le Bel | 24. Philippe Le Bel                |                                           |  |  |       |  |  |                         |  |  |                        |  |
|                                           | 12. Louis Le Bel | 25. Elisabeth Le Lieur             |                                           |  |  |       |  |  |                         |  |  |                        |  |
| 6. Daniel Le Bel                          | 12. Louis Le Bel |                                    |                                           |  |  |       |  |  |                         |  |  |                        |  |
|                                           |                  | 13. Louise de La Mothe-Houdancourt | …                                         |  |  |       |  |  |                         |  |  |                        |  |
|                                           |                  | 13. Louise de La Mothe-Houdancourt | …                                         |  |  |       |  |  |                         |  |  |                        |  |
|                                           |                  | 13. Louise de La Mothe-Houdancourt | …                                         |  |  |       |  |  |                         |  |  |                        |  |
| 3. Marie-Louise-Madeleine-Victoire Le Bel |                  | 13. Louise de La Mothe-Houdancourt |                                           |  |  |       |  |  |                         |  |  |                        |  |
|                                           |                  | …                                  | …                                         |  |  |       |  |  |                         |  |  |                        |  |
|                                           |                  | …                                  | …                                         |  |  |       |  |  |                         |  |  |                        |  |
|                                           |                  | …                                  | …                                         |  |  |       |  |  |                         |  |  |                        |  |
| 7. Geneviève-Antoinette du Cerceau        |                  | …                                  |                                           |  |  |       |  |  |                         |  |  |                        |  |
|                                           |                  | …                                  | …                                         |  |  |       |  |  |                         |  |  |                        |  |
|                                           |                  | …                                  | …                                         |  |  |       |  |  |                         |  |  |                        |  |
|                                           |                  | …                                  | …                                         |  |  |       |  |  |                         |  |  |                        |  |
|                                           |                  | …                                  |                                           |  |  |       |  |  |                         |  |  |                        |  |